# Dãy Đại Tuyết Sơn

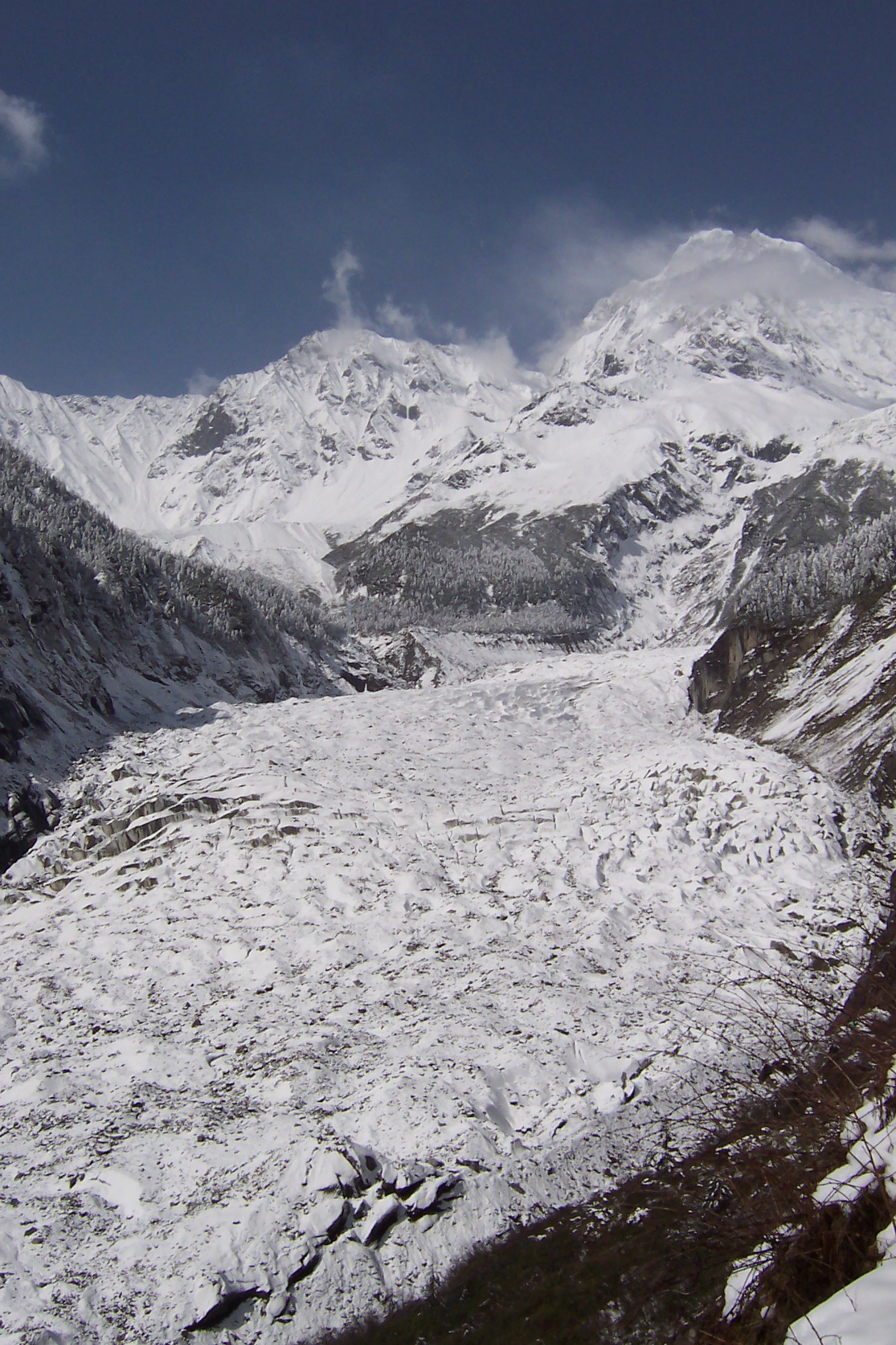
Sông băng trên Cống Qua Sơn

Đại Tuyết Sơn (chữ Hán: 大雪山山脉, 大雪山; bính âm: Dàxuě Shān; phiên âm Wade–Giles: Ta-hsüeh; có nghĩa đen là Núi tuyết lớn) là một dãy núi tại khu vực phía Tây của tỉnh Tứ Xuyên ở vùng tây nam Trung Quốc, Đại Tuyết Sơn là một phần của dãy núi Hoành Đoạn, liên thông đến bình nguyên Garzê ở Tây Tạng. Phía dưới Đại Tuyết Sơn có tiếp giáp với hai con sông là sông Nhã Lung và sông Đại Độ, hai con sông này đều đổ ra sông Dương Tử. Ngọn núi cao nhất trong dãy núi này là Cống Quạc Sơn (贡嘎山) với độ cao 7.556 m (24.790 ft) ở phía nam dãy núi. Trong lịch sử, Hồng quân Trung Quốc từng hành quân vượt qua dãy núi này trong thời kỳ Vạn lý trường chinh. Ở phía đông và nam Cống Quạc Sơn, dãy Đại Tuyết Sơn nằm kề với hai dãy núi nhỏ hơn là dãy Đại tướng Lĩnh và Tiểu Tướng Lĩnh.

## Trong văn học
Trong văn học, Đại Tuyết Sơn được nhà văn Kim Dung tả đến trong tác phẩm Liên thành quyết, theo đó thì chàng trai Địch Vân lưu lạc giang hồ, bị mọi người hiểu lầm là ác nhân, bị đánh đập và truy đuổi đến vùng hoang sơn lạnh lẽo này. Sau nhiều tháng ở trong động tuyết cùng Thủy Sanh (người bị một ác nhân bắt đi cùng Địch Vân), chàng đã luyện được Thần Chiếu Kinh và nhiều môn võ công lợi hại. Sau khi luyện thành võ công, chàng quay về Trung Nguyên với mục đích báo thù, tìm sư phụ, sau khi thấy rõ những thủ đoạn nham hiểm tàn độc của sư phụ, sư bá và sau cái chết của sư muội, chàng cảm thấy chán nản rồi quay trở về động tuyết. Ở đó có một thiếu nữ đang chờ chàng, đó chính là nàng Thủy Sanh.